# Shalrie Joseph
Shalrie Joseph (Saint George's, 24 maggio 1978) è un allenatore di calcio ed ex calciatore grenadino, di ruolo centrocampista.

## Palmarès

### Club

#### Competizioni nazionali
- Lamar Hunt U.S. Open Cup: 1

New England Revolution: 2007

#### Competizioni internazionali
- SuperLiga nordamericana: 1

New England Revolution: 2008

### Individuale
- MLS Best XI: 4

2005, 2007, 2008, 2009